# Бадоло, Седрик
Седрик Бадоло (фр. Cedric Badolo; род. 4 ноября 1998, Уагадугу) — буркинийский футболист, полузащитник клуба «Шериф» и национальной сборной Буркина-Фасо.

## Карьера

### Начало карьеры
Воспитанник футбольной академии буркинийского клуба «Салитас». В 2015 году присоединился клубу ЮСФА, вместе с которым стал выступать в буркинийском чемпионате. В августе 2016 года футболист стал игроком марокканского клуба «Кавкаб», за который по итогу провёл лишь 2 матча и в июле 2017 года покинул его. В начале 2018 года футболист выступал в своём юношеском клубе «Салитас», вместе с которым стал серебряным призёром чемпионата.

### «Погронье»
В июле 2019 года футболист перешёл в словацкий клуб «Погронье». Дебютировал за клуб 20 июля 2019 года в матче против братиславского «Слована», выйдя на поле в стартовом составе, однако футболист получил травму и уже на 29 минуте был заменён. В ноябре 2019 года футболист вернулся в распоряжение клуба. Дебютный гол за клуб забил 7 декабря 2019 года в матче против клуба «Середь». По итогу сезона футболист вместе с клубом остановился на последнем месте в чемпионате, отправившись выступать в стыковые матчи, где успешно смогли сохранить прописку в сильнейшем дивизионе. Сам футболист за сезон отличился своим единственным забитым голом.
Новый сезон за клуб футболист начал с матча 8 августа 2020 года против клуба ВиОн, выйдя на поле в стартовом составе. На протяжении всего сезона футболист был одним из ключевых игроков клубе, однако вместе с клубом заняо последнее итоговое место в турнирной таблице и снова отправился в стыковые матчи за сохранение прописки. По итогу стыковых матчей футболист с клубом остались в словацком чемпионате. Сам же футболист результативными действиями не отличился..
Следующий сезон футболист начал с матча 25 июля 2021 года против трнавского «Спартака», выйдя на поле в стартовом составе. Первым голом в сезоне отличился 21 сентября 2021 года в матче Кубка Словакии против клуба «Наместово». Первым голом в чемпионате отличился 16 октября 2021 года против клуба «Ружомберок». За первую половину сезона футболист отличился за клуб 4 забитыми голами и результативной передачей во всех турнирах.

#### Аренда в «Шериф»
В феврале 2022 года футболист на правах арендного соглашения присоединился к молдавскому «Шерифу».Дебютировал за клуб 1 марта 2022 года в матче против клуба «Милсами», выйдя на поле в стартовом составе. Первым результативным действием за клуб отличился 5 марта 2022 года против клуба «Сфынтул Георге», отдав голевую передачу. Дебютным голом за клуб отличился 3 апреля 2022 года против клуба «Бэлць». В матче 12 апреля 2023 года в рамках Кубка Молдавии против клуба «Петрокуб» отличился забитым дублем. Очередным дублем за клуб отличился 26 апреля 2022 года в следующем матче Кубка Молдавии против «Динамо-Авто». По итогу сезона футболист вместе с клубом стал победителем чемпионата. Также футболист стал обладателем Кубка Молдавии, где в финале 21 мая 2022 года обыграли клуб «Сфынтул Георге».
Летом 2022 года футболист продолжит тренироваться с основной командой молдавского клуба. В июле 2022 года футболист вместе с клубом отправился на квалификационные матчи Лиги чемпионов УЕФА. Первый матч в рамках еврокубкового турнира сыграл 6 июля 2022 года против боснийского клуба «Зриньски». Первый матч в молдавской Суперлиге сыграл 30 июля 2022 года против кишинёвского клуба «Зимбру», отличившись также результативной передачей. По итогу третьего квалификационного раунда Лиги чемпионов УЕФА футболист вместе с клубом уступил по сумме матчей чешской «Виктории», тем самым отправившись в раунд плей-офф Лиги Европы УЕФА, где победили армянский «Пюник» и вышли в групповой этап турнира. Первый матч в рамках группового этапа сыграл 8 сентября 2022 года против никосийской «Омонии». По итогу группового этапа Лиги Европы УЕФА, где футболист также сыграл против английского «Манчестер Юнайтед» и испанского «Реал Сосьедада», занял третье место и выбыл в плей-офф Лиги конференций УЕФА.

### «Шериф»
В начале 2023 года футболист полноценно стал игроком молдавского «Шерифа». В рамках раунда плей-офф Лиги конференций УЕФА победил сербский «Партизан», против которого во втором матче отличился забитым голом, и вышел в 1/8 финала, где по сумме матчей уступили французской «Ницце». Первым голом в чемпионате отличился 14 мая 2023 года против клуба «Сфынтул Георге». Вместе с клубом стал победителем молдавской Суперлиги. Также вместе с клубом стал обладателем Кубка Молдовы, в финале 28 мая 2023 года в серии пенальти обыграв клуб «Бэлць».
В июле 2023 года футболист вместе с клубом отправился на квалификационные матчи Лиги чемпионов УЕФА. Первый матч сыграл 12 июля 2023 года против румынского «Фарула», выйдя на поле в стартовом составе. В рамках второго квалификационного раунда футболист вместе с клубом уступил израильскому клубу «Маккаби» Хайфа по сумме матчей и выбыл в Лигу Европы УЕФА. Первый матч в чемпионате сыграл 6 августа 2023 года против клуба «Петрокуб», в котором отличился результативной передачей. Первый гол в сезоне забил в матче третьего квалификационного раунда Лиги Европы УЕФА против белорусского БАТЭ, также оформив хет-трик из результативных передач. Вместе с клубом вышел в групповой этап Лиги Европы УЕФА, победив в рамках квалификаций белорусский БАТЭ и фарерский «КИ Клаксвик». Первый матч в групповом этапе Лиги Европы УЕФА футболист сыграл 5 октября 2023 года против пражской «Славии». По итогу группового этапа Лиги Европы УЕФА футболист вместе с клубом занял итоговое последнее место и завершил своё выступление на еврокубковом турнире.

## Международная карьера
В марте 2022 года футболист получил вызов в национальную сборную Буркина-Фасо. Дебютировал за сборную 24 марта 2022 года в товарищеском мачте против сборной Косово. В январе 2024 года футболист вместе с национальной сборной на Кубок африканских наций.

## Достижения
«Шериф»
- Чемпионат Молдавии (2): 2021/22, 2022/23
- Обладатель Кубка Молдавии (2): 2021/22, 2022/23